# Ruseștii Noi
Ruseștii Noi è un comune della Moldavia situato nel distretto di Ialoveni di 5.379 abitanti al censimento del 2004

## Località
Il comune è formato dall'insieme delle seguenti località (popolazione 2004):
- Ruseștii Noi (5.039 abitanti)
- Ruseștii Vechi (340 abitanti)